# Notostira
Notostira is een geslacht van wantsen uit de familie blindwantsen. Het geslacht werd voor het eerst wetenschappelijk beschreven door Franz Xaver Fieber in 1878.

## Soorten
Het genus bevat de volgende soorten:

- Notostira elongata (Geoffroy, 1785)
- Notostira erratica (Linnaeus, 1758)
- Notostira poppiusi Reuter, 1911
- Notostira sibirica Golub, 1978